# Кифхаузен
Кифхаузен (нем. Kyffhausen Castle) — руины средневекового замка, расположенные на горах Кифхойзер в немецкой земле Тюрингия, недалеко от границы с землей Саксония-Анхальт. Основанный, вероятно, около 1000 года, Кифхаузен заменил близлежащий императорский дворец (Кайзерпфальц) в Тилледе императоров Гогенштауфенов в XII и XIII веках. Вместе с Киффхойзерским монументом, установленным на территории замка между 1890 и 1896 годами, Кифхаузен сегодня является популярным туристическим объектом. Замок по-разному известен на разных языках, на английском языке Kyffhausen Castle Kyffhauser Castle, Kyffhäuser Castle and Kyffhaueser Castle
Расположен на северо-восточном краю хребта Кифхойзер (439,7 м над уровнем моря), на восточном отроге длиной примерно 800 м. Замок находится в приходе Штайнталебен, примерно в 3 км к северо-востоку от деревни Ратсфельд в тюрингском муниципалитете Кифхойзерланд, недалеко от города Бад-Франкенхаузен в Кифхойзеркрайсе. Равнина Goldene Aue («Золотые водные луга», примерно 160 м над уровнем моря) на севере, включая деревни Зиттендорф и Тилледа примерно на 280 метров ниже, являются частью муниципалитета Кельбра в район Мансфельд-Зюдгарц земли Саксония-Анхальт.

## История
Найденные при раскопках несколько бронзовых топоров (кельтов) указывают на заселение этих мест уже в период неолита. Найденная керамика бронзового века может происходить из разорённых курганных погребений на одном из отрогов хребта. В 1930-х годах были обнаружены остатки укрепления времён Гальштата.
Первый замок, расположенный выше Тилледы, Кайзерпфальц, вероятно, был построен во времена правления салического императора Генриха IV для защиты его королевских владений к югу от гор Гарц. Тем не менее, он не упоминался до 1118 года, когда он был разрушен саксонским герцогом Лотарем Супплинбургским, победившим императора Генриха V в битве при Вельфесхольце в 1115 году.
Восстановление замка началось вскоре после этого и было завершено во время правления императора Фридриха Барбароссы, который несколько раз останавливался в Тилледе. Восстановленный из ярко-красного песчаника замковый комплекс затем занял большую часть хребта Кифхойзерберг. Управляли замком министериалы Гогенштауфенов, замок укреплял власть Гогенштауфенов в регионе.
После падения династии Гогенштауфенов крепость потеряла свое стратегическое значение. Рудольф Габсбургский, избранный королем римлян в 1273 году, уступил владения графам Байхлингена, которые с 1375 года владели замком, как вассалы ландграфов Тюрингии Веттинов. Вскоре после этого замок был передан в залог Шварцбургскому дому и вошёл в состав Шварцбург-Рудольштадта в 1407 году. Замок характеризовался как руины уже в XV веке.
Со времен веймарского классицизма в конце XVIII века, а ещё больше в эпоху романтизма, живописные руины замка стали популярным местом для писателей, здесь бывал Иоганн Вольфганг фон Гёте, который бродил по горному хребту Кифхойзер вместе с герцогом Карлом Августом Саксен-Веймарским в 1776 году. Легенда о Фридрихе Барбароссе, спящем в горах, увековеченная Фридрихом Рюккертом в стихотворении 1817 года, стала символом растущего немецкого национализма, о чём свидетельствуют регулярные встречи студенческих корпораций Burschenschaft и, наконец, возведение монумента Кифхойзер в 1890 году. В 1900 году ассоциация германских ветеранов и резервистов Kyffhäuserbund (Киффхойзерский союз) получила своё название по этому историческому месту.